# Yukiko Takayama
Yukiko Takayama (高山 由紀子, Takayama Yukiko), née le 4 avril 1940 ou 1945 à Tokyo et morte le 2 juin 2023 à Setagaya (Tokyo), est une scénariste et réalisatrice japonaise, connue pour Les Monstres du continent perdu, Hoshi no ko chobin, Bouba, Hissatsu shigotonin et Genji monogatari: Sennen no nazo.

## Biographie
Yukiko Takayama, originaire de Tokyo, est née en 1940. Elle est la fille du peintre nihonga Takayama Tatsuo. Après avoir obtenu son diplôme de la faculté des lettres de l'université de Keio, elle étudie l'écriture au Scenario Center (une école professionnelle pour scénaristes) tout en travaillant comme femme au foyer.
Après avoir écrit pour l'anime Hoshi no ko chobin en 1974, Takayama fait ses débuts en tant que scénariste avec Les Monstres du continent perdu (1975), le quinzième film de la franchise Godzilla, après avoir été sélectionnée pour le concours de scénario Godzilla d'Ishirō Honda pour les élèves de l'école. Elle est la première femme membre du personnel principal de la franchise. Elle est ensuite scénariste pour l'anime Bouba diffusé en 1977. Elle écrit par ailleurs pour la série télévisée Hissatsu, trois épisodes chacun pour Hissatsu shigotonin (1981–1982) et Hissatsu shigotonin gekitotsu (1991-1992),.
Takayama est aussi réalisatrice, avec Kaze no katami (1996) et Musume dojoji: Jaen no koi,. En 2011, Takayama a publié le roman Genji monogatari: Sennen no nazo. Le livre obtient une adaptation cinématographique, et elle créditée comme l'une des scénaristes du film. Au Scenario Center, Yukiko Takayama travaille aussi en tant que conférencière.
Takayama est morte chez elle à Setagaya le 2 juin 2023, à l'âge de 83 ans,. Ses funérailles devaient avoir lieu le 12 juin à Koyasan Tokyo Betsuin.

## Travaux

### Scénarios de films
- Les Monstres du continent perdu (1975)[3]
- Genji Monogatari: Sennen no Nazo (2011)[9]

### Scénarios de télévision
- Hoshi no Ko Chobin (1974)[11]
- Tokubetsu Kidō Sōsa-tai (1976; épisodes 719 et 747)[12],[13]
- Bouba (1977)[4]
- Hissatsu Shigotonin (1981–1982; épisodes 9, 15, et 17)[5]
- Kūhaku Meiro (1982)[14]
- Shigotonin Daishugō (1982)[15]
- Natsu no Arashi (1989; épisode 11 à 15)[16]
- Tsukikage Hyōgo Abare Tabi  (1989; saison 1 épisodes 4 et 10)[17]
- Tsuki Umaya Oen Jiken-chō (1990; saison 1 épisode 5)[18]
- Makeup (1990)[19]
- Tsukikage Hyōgo Abare Tabi (1990; saison 2 épisodes 4 et 9)[20]
- Hissatsu Shigotonin Gekitotsu (1991–1992; épisodes 5, 11, et 18)[6]
- Tsuki Umaya Oen Jiken-chō (1993; saison 2 épisode 7)[21]
- Tsuki Umaya Oen Jiken-chō Special: Onna no Sono ni Chiru Hanasaku Hana! Yoshiwara to Ōoku no Hikari to Kage! (1993)[22]

### Films réalisés
- Kaze no Katami (1996)[1]
- Musume Dojoji: Jaen no Koi[7]